# Distenia wolongensis
Distenia wolongensis là một loài bọ cánh cứng trong họ Cerambycidae.